# Metioche kuthyi
Metioche kuthyi är en insektsart som beskrevs av Lucien Chopard 1927. Metioche kuthyi ingår i släktet Metioche och familjen syrsor. Inga underarter finns listade i Catalogue of Life.